# أنجي بالارد
أنجي بالارد (بالإنجليزية: Angie Ballard) هي منافسة ألعاب القوى أسترالية، ولدت في 6 يونيو 1982 في كانبرا في أستراليا.

## روابط خارجية
- أنجي بالارد على موقع النتائج التاريخية لألعاب القوى الأسترالية (الإنجليزية)
- أنجي بالارد على موقع Paralympic.org (الإنجليزية)
- أنجي بالارد على موقع IPC.InfostradaSports.com (مؤرشف) (الإنجليزية)
- أنجي بالارد على موقع اللجنة البارالمبية الأسترالية (الإنجليزية)
- أنجي بالارد على موقع اتحاد ألعاب الكومنولث (مؤرشف) (الإنجليزية)